# Tierpark Nordhorn
Tierpark Nordhorn ("Dierentuin Nordhorn") is een in 1950 opgerichte dierentuin in het Duitse Nordhorn vlak bij de Nederlandse grens bij Denekamp. In het dierenpark in de Grafschaft Bentheim leefden in 2020 ongeveer 2.060 dieren van ruim 100 soorten. Het in 2021 twaalf hectare grote park is gelegen direct ten oosten van de stadskern, de Bundesstraße 213 en de Vechte-See aan de rivier de Vecht. Veel verblijven zijn op een natuurlijke manier van elkaar gescheiden.

## Geschiedenis
In 1993 raakte het park in een ernstige crisis. De ommekeer kwam in 1994 door de oprichting van de Openbare Dierentuin Nordhorn BV, waarin de stad Nordhorn en de Grafschaft Bentheim vennoot zijn. Met jaarlijks meer dan 400.000 bezoekers, waarvan meer dan de helft Nederlanders, is Dierentuin Nordhorn de best bezochte culturele en recreatieve trekpleister van de Grafschaft Bentheim.
In Nordhorn leven tal van bedreigde diersoorten waarvoor ook fokprogramma's bestaan. Voorbeelden hiervan zijn: De Noord-Perzische panters, de bosbizons, de tweevingerige luiaards, de kaalkopibis en de doodshoofdaapjes. Ook heeft Nordhorn een rol gespeeld bij het behoud van het lokale varkensras: de Bonte Bentheimer.
De Dierentuin Nordhorn is betrokken bij de regionale natuur- en landschapsbescherming op een manier die men van een dierentuin niet zou verwachten. In totaal worden vijf gebieden met een gezamenlijke oppervlakte van meer dan 100 hectare beheerd.
Sinds enige jaren werkt de dierentuin nauw samen met Museum Natura Docet in Denekamp, het oudste regionale natuurhistorisch museum van Nederland. Zo is er jaarlijks een gemeenschappelijke tentoonstelling, waarbij een bepaald dier "onder de loep" wordt genomen.
Met het lidmaatschap van de Europese Dierentuinorganisatie EAZA in 1996 en van de Bond van Duitse Dierentuindirecteuren (VDZ) in 2003, leek de ontwikkeling van het parkje met inheemse dieren tot erkende dierentuin afgesloten. In 2007 vond er nog een statusverhoging plaats, door opname in de Wereldorganisatie van Dierentuinen en Aquaria (World Association of Zoos and Aquariums, WAZA).
In 2004 was deze dierentuin behoorlijk in het nieuws, door zeehond Hannes die ontsnapte, in rivier de Vecht kwam en naar Nederland zwom. Vervolgens kwam Hannes in de opvang in Pieterburen terecht. Hannes werd teruggevorderd door de dierentuin, wat tot een rechtszaak en protesten in Nederland leidde. De dierentuin werd in het gelijk gesteld als eigenaar van Hannes. Tot een teruggave kwam het toch niet, want Hannes werd uit Pieterburen "bevrijd door dierenactivisten" en in zee uitgezet. Toch kijkt de dierentuin niet negatief terug op de affaire, want door alle publiciteit namen de bezoekersaantallen, met name uit Nederland, flink toe.
In 2019 is men begonnen, de dierentuin uit te breiden met een Vechte-Dorf, (Dorp aan de Vecht), een openluchtmuseum met historische boerderijen, werkplaatsen van ambachtslieden e.d., naar het voorbeeld van Museumsdorf Cloppenburg. Een in een herbouwde, historische bierbrouwerswerkplaats gevestigd restaurant (De MalleJan) was één der eerste onderdelen van dit project, dat is gerealiseerd.

## Afbeeldingen

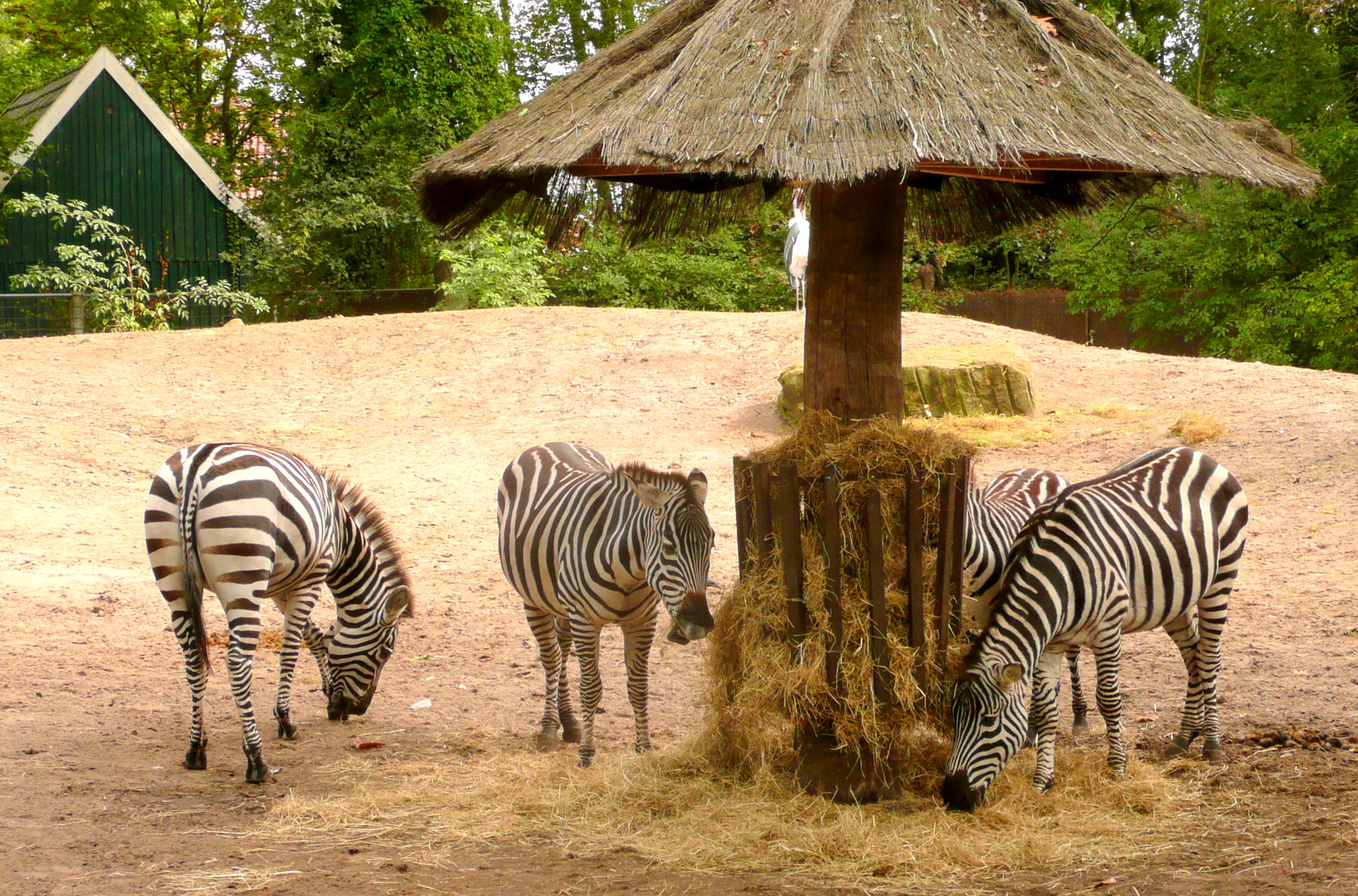
Zebra's op de Afrika-savanne in het dierenpark
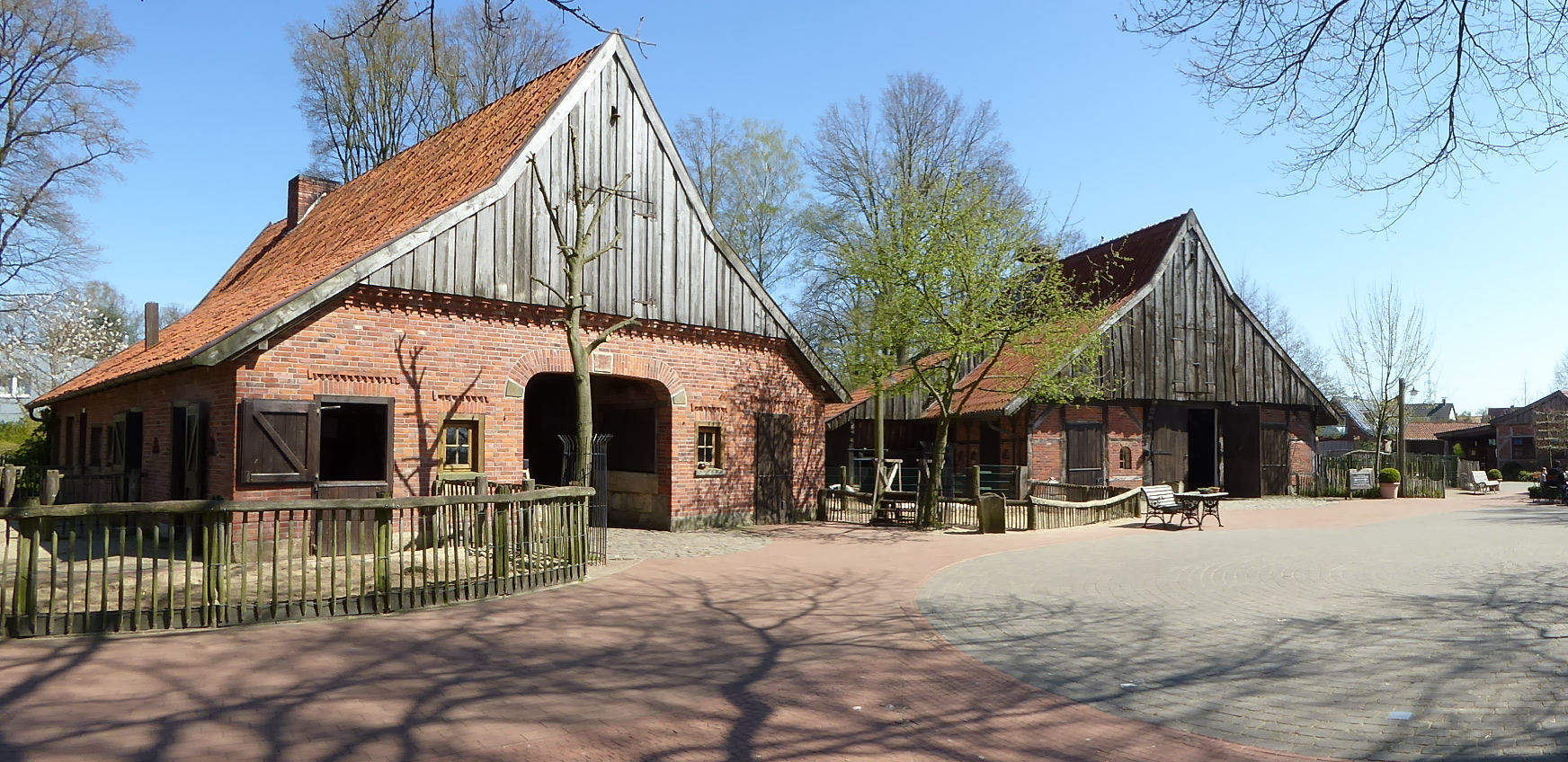
Boerderij Vechte-Hof, onderdeel van het Vechte-Dorf bij de dierentuin

## Natuurpad
Sinds 2007 loopt een vlonderpad langs de beboste oeverhelling van de oude arm van de Vecht. De oude arm en bijbehorende oeverzone zijn in landschappelijk opzicht zeker het aantrekkelijkste deel van de dierentuin.